# Ronald Verch
Ronald Verch est un céiste allemand pratiquant la course en ligne.

## Palmarès

### Championnats du monde de canoë-kayak course en ligne
- 2010 à Poznań,  Pologne
  -  Médaille d'or en C-15 000 m
  -  Médaille de bronze en C-41 000 m

- 2009 à Dartmouth,  Canada
  -  Médaille d'argent en C-41 000 m

### Championnats d'Europe de canoë-kayak course en ligne
- 2010 à Trasona  Espagne
  -  Médaille d'or en C-15 000 m
  -  Médaille de bronze en C-41 000 m